# Cavernele de oțel
Cavernele de oțel (1954) (titlu original The Caves of Steel) este un roman de Isaac Asimov. În principal, este vorba despre un roman polițist care ilustrează ideea susținută de Asimov, cum că science fictionul este o "aromă" ce poate fi aplicată oricărui gen literar, nu doar un gen limitat. Asimov a scris romanul ca răspuns la aserțiunea editorului John W. Campbell cum că genul polițist și science fiction sunt incompatibile. Campbell spunea că un scriitor science fiction ar putea inventa "fapte" din viitorul său imaginar despre care cititorul nu ar avea cunoștință, rezolvând astfel enigmele. Asimov a replicat susținând că există reguli implicite în scrierea de romane polițiste, iar indiciile pot fi prezentate în intrigă, chiar dacă nu ar fi evidente sau ar fi mascate. El a continuat scriind câteva povestiri și romane de science fiction polițost, precum și romane polițiste clasice (Respirația morții și Murder at the ABA) care conțin elemente de știință, dar nu sunt SF.
Cartea a fost inițial serializată în Galaxy Magazine, între octombrie și decembrie 1953.

## Intriga
Peste trei mii de ani, oamenii au descoperit călătoria prin hiperspațiu și su colonizat cincizeci de lumi, trăind în lux în condițiile unei densități scăzute a populației și folosind roboți pentru muncile grele. De cealaltă parte se află Pământul suprapopulat, cu reguli stricte împotriva roboților, giganticele complexe orășenești fiind acoperite de domuri imense de metal, de unde și denumirea de „caverne de oțel”.
Acțiunea se învârte în jurul unei crime comise înainte de începutul cărții. Roj Nemmenuh Sarton, un ambasador spațial care trăiește în Orașul Spațial situat lângă New York, se străduiește de câțiva ani să convingă guvernul pământean să relaxeze restricțiile împotriva roboților. Într-o dimineață, el este găsit mort în fața locuinței sale, de pe urma unei răni de blaster. La solicitarea spațialilor, comisarul departamentului de poliție din New York îl însărcinează pe Elijah Baley să descopere criminalul, în echipă cu un partener spațial, un robot extrem de avansat identic ca înfățișare cu Sarton, pe nume R. Daneel Olivaw. Ca toți locuitorii Pământului, Elijah are o părere proastă despre roboți, dar acceptă misiunea, încercând să împiedice un incident diplomatic interstelar.
Spațialii și reprezentantul lor, Olivaw, sunt de părere că au de-a face cu o crimă comisă de o organizație anti-spațială subterană, care dezagrea eforturile lui Sarton. Dar, în ciuda faptului că pământenii îi urăsc pe spațiali, Baley nu are cunoștință de vreo grupare teroristă dedicată distrugerii lor. El suspectează mai curând că acea crimă ar fi fost pusă la cale chiar de către spațiali, pentru a spori tensiunile și a justifica acțiuni dure din partea lor. Pe măsură ce ancheta avansează, cresc presiunile asupra lui Baley de a renunța, ajungând până acolo încât spațialii sunt gata să renunțe la dorința lor de a găsi asasinul.
Punând cap la cap toate firele adunate, Baley își dă seama că responsabilul de crimă este chiar comisarul poliției din New York care, în dorința de a distruge noua creație a spațialilor - pe Olivaw - l-a confundat cu Sarton, pe care l-a ucis din greșeală. Realizând ce făcuse, încercase ulterior să potrivească aparențele astfel încât să ducă ancheta pe o pistă falsă.

### Capitolele
| 1. Conversație cu un comisar 2. Călătorie în expres 3. Incident într-un magazin de pantofi 4. Prezentarea unei familii 5. Analiza unei crime 6. Șoapte într-un dormitor 7. Călătorie în Orașul Spațial 8. Dezbatere asupra unui robot 9. Elucidare din partea unui spațial | 10. După-amiaza unui detectiv 11. Evadare pe benzi 12. Cuvinte din partea unui expert 13. Comutare asupra mașinii 14. Puterea unui nume 15. Arestarea unui conspirator 16. Întrebări privind un motiv 17. Încheierea unui proiect 18. Sfârșitul unei anchete |

### Personajele (în ordinea apariției)
- Elijah “Lije” Baley - ofițer de poliție pământean chemat să rezolve misterul crimei.
- Vince Barrett - tânăr a cărui slujbă a fost luată de R. Sammy.
- R. Sammy - robot al departamentului de poliție.
- Julius Enderby - comisarul poliției din New York, care îl însărcinează pe Baley cu soluționarea crimei.
- Jezebel “Jessie” Navodny - soția lui Baley.
- Roj Nemennuh Sarton - robotician Spațial ucis cu un blaster, a cărui moarte o anchetează Baley.
- R. Daneel Olivaw - robot umanoid creat după chipul lui Sarton, partener de investigație al lui Baley.
- Bentley Baley - fiul lui Baley.
- Han Fastolfe - robotician de pe planeta Aurora, care e de părere că pământenii și Spațialii ar trebui să conlucreze pentru colonizarea galaxiei.
- Dr. Anthony Gerrigel - robotician din Washington la care apelează Baley.
- Francis Clousarr - newyorkez arestat cu ani în urmă pentru instigarea la revoltă împotriva roboților.

## Opinii critice
Criticul Groff Conklin a lăudat romanul pentru modul în care Asimov "a combinat interesul său pentru robotică și preocuparea sa pentru sociologia unei lumi de mâine nebună din punct de vedere tehnologic și birocratică". Boucher și McComas au considerat Cavernele de oțel "cea mai bună lucrare de mari dimensiuni a lui Asimov până la acel moment", considerând că a fost "cea mai de succes tentativă de a combina" romanul polițist cu cel science fiction. P. Schuyler Miller l-a numit "o combinație onestă de science fiction și roman polițist."

## Adaptări

### Film
Pe 5 iunie 1964, BBC a lansat o ecranizare a romanului, ca parte a unei antologii numite Story Parade, specializată în adaptarea romanelor moderne. Din distribuție făceau parte Peter Cushing în rolul lui Elijah Baley și John Carson în cel al lui R. Daneel Olivaw. La baza ecranizării a stat scenarista Irene Shubik, care era entuziasmată de science fiction și de Isaac Asimov în particular, referindu-se la un moment dat la el ca la “unul dintre cei mai interesanți și amuzanți oameni pe care i-am întâlnit". Shubik editase anterior serialul-antologie science fiction Out of This World, care ecranizase în 1962 povestirea lui Asimov S-a pierdut un robot. Ecranizarea romanului a fost condusă de Terry Nation, care tocmai devenise celebru și bogat în urma creării monștrilor Dalek pentru serialul science fiction Doctor Who.
Scenariul respecta destul de fidel acțiunea romanului, singurele abateri majore ale versiunii televizate fiind sinuciderea criminalului în momentul desconspirării sale și schimbarea sexului roboticianului Gerrigal.
Regizorul Peter Sasdy a regizat ulterior o serie de filme pentru Hammer, precum și piesa pentru televiziune a lui Nigel Kneale The Stone Tape. Cavernele de oțel a primit recenzii favorabile: The Daily Telegraph a apreciat că piesa “dovedește încă o dată că science fictionul poate fi interesant, poate avea mesaj și poate fi un stimulent intelectual”, în timp ce The Listener, citând piesa ca fiind cea mai bună din serialul Story Parade, o descria ca fiind “un amestec fascinant de science fiction și film polițist, care a ieșit remarcabil de bine”. Piesa a fost redifuzată pe BBC1 în data de 28 august 1964. Conform uzanțelor din acea perioadă, banda master a fost ștearsă după ceva timp de la lansare, piesa nemaiexistând în ziua de astăzi. Au supraviețuit doar câteva fragmente: titlurile de la începutul filmului și uciderea lui Sarton; întâlnirea lui Elijah și Daneel cu Dr. Gerrigel (Naomi Chance) și confruntarea lor cu Clousarr (John Boyd-Brent).

### Joc VCR
În 1988, Kodak a realizat un joc VCR intitulat "Isaac Asimov's Robots", care conținea un film de 45 de minute bazat vag pe Cavernele de oțel, prezentând multe dintre personajele și decorurile din carte, dar modificând acțiunea pentru a se potrivi scopului jocului.

### Radio
În 1989, BBC Radio 4 a lansat o adaptare radiofonică de Bert Coules în regia lui Matthew Walters, cu Ed Bishop în tolul lui Elijah Baley și Sam Dastor în cel al lui R. Daneel Olivaw.